# Campbell P. White
Campbell Patrick White (* 30. November 1787 in Irland; † 12. Februar 1859 in New York City) war ein US-amerikanischer Politiker. Zwischen 1829 und 1835 vertrat er den Bundesstaat New York im US-Repräsentantenhaus.

## Werdegang
Campbell Patrick White erhielt eine bescheidene Schulbildung. Er wanderte 1816 in die Vereinigten Staaten ein und ging dann in New York City kaufmännischen Geschäften nach. Politisch gehörte er der Jacksonian-Fraktion an. Bei den Kongresswahlen des Jahres 1828 wurde White im dritten Wahlbezirk von New York in das US-Repräsentantenhaus in Washington, D.C. gewählt, wo er am 4. März 1829 die Nachfolge von Churchill C. Cambreleng, Jeromus Johnson und Gulian C. Verplanck antrat, welche zuvor zusammen den dritten Distrikt im US-Repräsentantenhaus vertreten hatten. Er wurde drei Mal in Folge wiedergewählt, trat allerdings 1835 vor Beginn des 24. Kongresses von seinem Sitz zurück. Während der Zeit als Kongressabgeordneter hatte er den Vorsitz über das Committee on Naval Affairs (23. Kongress). Nach dem Ende seiner Amtszeit ging er wieder seinen kaufmännischen Geschäften nach. Am 24. Januar 1831 wurde er zum Generalquartiermeister in der Miliz von New York ernannt. White nahm 1845 als Delegierter an der verfassunggebenden Versammlung von New York teil. Er starb am 12. Februar 1859 in New York City und wurde auf dem St. Paul’s Cemetery beigesetzt.